# Qishan (dynastie Qing)
Qishan (chinois : 琦善 ; pinyin : qí shàn ; Wade : Ch'i Shan ; mandchou : ᡴᡳᡧᠠᠨ, translittération ：kišan, Cišan ou kixan (1786–1854) était un Mandchou de grande famille, haut fonctionnaire de l'empire Qing, rendu célèbre par son rôle dans la conclusion de la Première guerre de l'opium (1839–1842) et la cession de Hong Kong à la Grande-Bretagne. Il est gouverneur général de différentes provinces et amban à Lhassa de 1844 à environ 1847, où il remplace Haipu (海朴, en poste de 1842 à 1843) et sera remplacé par Binliang (斌良).

## Carrière
Qishan est né en 1786 dans le clan mandchou des Bordjigin d'où était issu Gengis Khan, de la Bannière jaune uni des Huit Bannières. Pour son premier poste, en 1808, il fut directeur adjoint au ministère de la Justice à la cour de Pékin. Il occupa ensuite diverses hautes positions ; il fut gouverneur du Liangjiang (aujourd'hui les provinces de Jiangsu, Jiangxi et Anhui), de 1825 à 1827.

### Première guerre de l'Opium

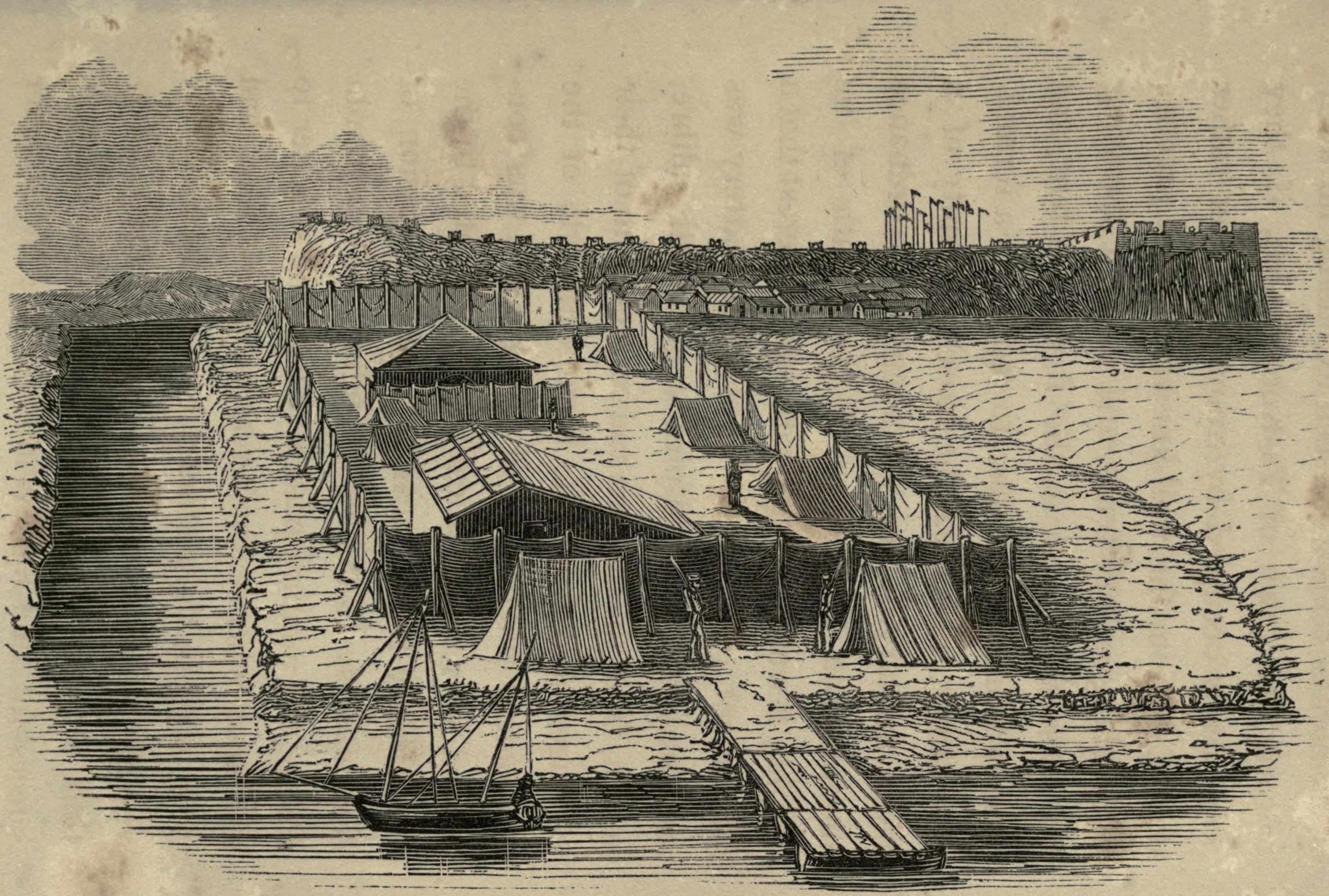
Le camp britannique de Toong-Koo, dans l'embouchure de la Rivière des Perles, où Qishan rencontra le négociateur britannique Charles Elliot.

À la suite de l'échec de la mission de Lin Zexu, chargé d'interdire le commerce de l'opium, et de l'offensive britannique connue sous le nom de Première guerre de l'opium, l'empereur Daoguang nomma Qishan gouverneur du Guangdong et Guangxi (Liangguang) en remplacement de Lin et le chargea de négocier un traité de paix avec la Grande-Bretagne. Sans attendre l'approbation explicite de la cour de Pékin, Qishan conclut la Convention de Chuanbi, le 20 janvier 1841. Par cette convention, l'île de Hong Kong, que les Britanniques occupaient déjà, leur était cédée « à perpétuité », et la Grande-Bretagne devait recevoir une indemnité de guerre de six millions de dollars. Qishan fut désavoué et condamné à mort, mais la sentence fut commuée en exil.

### Commissaire impérial à Lhassa
Après la fin des hostilités, Qishan fut réhabilité dès 1842 et de nouveau affecté à des postes importants. En 1844, il fut envoyé comme ministre résident (ou amban) de la cour de Pékin à Lhassa, pour régler la crise politique provoquée par la conduite du prince-régent Cemolin (Tsemönling Rinpoché) et la mort prématurée des 9e, 10e et 11e dalaï-lamas. Après un épisode violent (le prince-régent emprisonné puis libéré de vive force par des moines de son parti), Qishan obtint que Cemolin se démît et s'exilât.
Pour Laurent Deshayes, l'ensemble des commissaires impériaux envoyés au Tibet au XIXe siècle n'eurent pas un pouvoir réel à l'exception toutefois de Qishan.

### Expulsion des missionnaires lazaristes
En 1846, il ordonna l'expulsion des missionnaires français Joseph Gabet et Évariste Huc, deux mois après leur arrivée à Lhassa, qui avaient atteint Lhassa par la route du nord.

### Révolte des Taiping
Dès le début de la révolte des Taiping en 1851, Qishan participa à la répression. Il fut tué au combat en 1854, au cours de l'offensive des Taipings dans le Jiangsu.